# 잔류 첩자
잔류 첩자는 1975년 공개된 대한민국의 영화이다.

## 배역
- 신성일
- 김창숙
- 남궁원
- 박병호
- 이대엽
- 허장강
- 이향
- 이일웅
- 홍성종
- 김운하
- 김수미
- 박기택
- 김기주
- 최불암
- 서우림
- 이낙훈
- 조덕성
- 최창호
- 이해룡